# 10442 Biezenzo
10442 Biezenzo (4062 T-1) là một tiểu hành tinh vành đai chính.